# اوالان (کوه)
اوالان کوهی است به ارتفاع ۲۹۵۰ متر در ۲۵ کیلومتری جنوب سنندج و مشرف به جاده ی سنندج کامیاران. همچنین این کوه با عناوین دیگری چون هه واره به رزه و عبدالامان شناخته میشود.

## راههای دسترسی
عمده راههای دسترسی به این کوه روستای نشور و روستای دولاب میباشد. این کوه دارای جانپناه بوده و زمان لازم برای رفت و برگشت ۱۰ ساعت است. از فراز ئه والان دریاچه سدگاوشان، شهر سنندج ، کوه آبیدر ، کوه شاهو ، و کوههای شرقی مشرف به شهر سنندج (کوههای صلوات آباد) دیده میشود‍‍‌‌.